# Préaux (Indre)
Préaux é uma comuna francesa na região administrativa do Centro, no departamento de Indre. Estende-se por uma área de 32,54 km². Em 2010 a comuna tinha 167 habitantes (densidade: 5,1 hab./km²).